# Municipio de French (Minnesota)
El municipio de French (en inglés: French Township) es un municipio ubicado en el condado de St. Louis en el estado estadounidense de Minnesota. En el año 2010 tenía una población de 567 habitantes y una densidad poblacional de 5,86 personas por km².

## Geografía
El municipio de French se encuentra ubicado en las coordenadas 47°40′10″N 92°59′44″O / 47.66944, -92.99556. Según la Oficina del Censo de los Estados Unidos, el municipio tiene una superficie total de 96.69 km², de la cual 86,28 km² corresponden a tierra firme y (10,77 %) 10,41 km² es agua.

## Demografía
Según el censo de 2010, había 567 personas residiendo en el municipio de French. La densidad de población era de 5,86 hab./km². De los 567 habitantes, el municipio de French estaba compuesto por el 98,41 % blancos, el 0,18 % eran asiáticos y el 1,41 % eran de una mezcla de razas. Del total de la población el 0,71 % eran hispanos o latinos de cualquier raza.